# Гречка расширенная
Гре́чка расши́ренная, или па́спалум (па́спалюм) расширенный (лат. Páspalum dilatátum), — многолетнее травянистое растение, вид рода Гречка (Paspalum) семейства Злаки (Gramineae).

## Описание

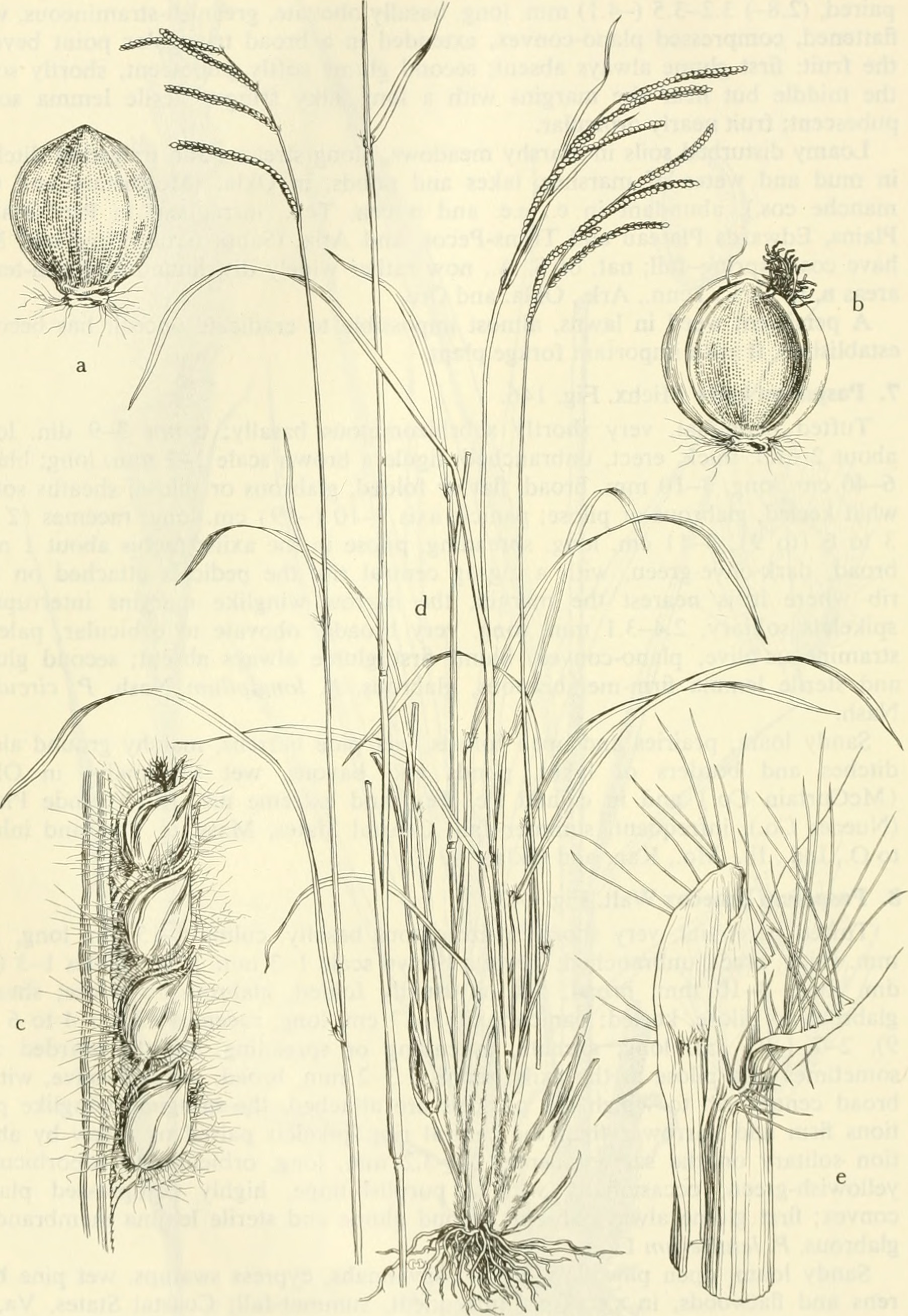
Ботаническая иллюстрация из книги Aquatic and wetland plants of southwestern United States (1972)

Многолетнее короткокорневищное травянистое растение с крупными дерновинками. Стебли до 1,5 м высотой, около 5 мм толщиной, голые, прямостоячие или дуговидно изогнутые.
Листовые влагалища голые или опушённые в нижней части. Пластинка листа линейная, 10—45 см длиной и 3—12 мм шириной, голая, на верхушка оттянутая, по краям шероховатая. Язычок бумажистый, беловатый, 2—8 мм длиной.
Соцветие — метёлка, образованная колосивидными кистями из колосков. Кисти в числе от двух до десяти, 5—12 см длиной, расставленные, расходящиеся, поникающие. Колоски в парах, зелёные или сиреневатые, широкояйцевидные, 3—4 мм длиной, с острой верхушкой. Верхняя колосковая чешуя плёнчатая, с 5—9 жилками, рыхлоопушённая до почти голой, по краям с белыми волосками. Нижняя цветковая чешуя голая.
Плоды — сплюснутые зерновки 2—3 мм длиной.

## Распространение
Родина растения — Южная Америка. В настоящее время занесено в Северную Америку, Азию, Южную Европу, Австралию. Во многих регионах становится опасным инвазивным видом.

## Значение
Ценная кормовая культура, возделываемая в Индии, Австралии, Африке, Америке.

## Таксономия
Paspalum dilatatum Poir., 1804, Encyclopédie Méthodique, Botanique 5: 35.

### Синонимы
Гомотипные
- Digitaria dilatata (Poir.) H.J.Coste, 1906
- Paspalum moluccanum C.Huber, 1866, nom. superfl.

Гетеротипные
- Panicum platense (Spreng.) Kuntze, 1898
- Paspalum eriophorum Schult. & Schult.f., 1827
- Paspalum lanatum Spreng., 1827, nom. illeg.
- Paspalum ovatum Nees ex Trin., 1826, nom. superfl.
- Paspalum pedunculare J.Presl, 1830
- Paspalum platense Spreng., 1824
- Paspalum selloi Spreng. ex Nees, 1829, nom. inval.